# Kanton Armentières
Der Kanton Armentières ist seit 1790 ein französischer Wahlkreis im Arrondissement Lille und im Département Nord.

## Gemeinden
Der Kanton besteht aus elf  Gemeinden mit insgesamt 67.697 Einwohnern (Stand: 1. Januar 2022) auf einer Gesamtfläche von 79,53 km²:
| Gemeinde                  | Einwohner 1. Januar 2022 | Fläche km² | Dichte Einw./km² | Code INSEE | Postleitzahl |
| ------------------------- | ------------------------ | ---------- | ---------------- | ---------- | ------------ |
| Armentières               | 26.107                   | 6,28       | 4.157            | 59017      | 59280        |
| Bois-Grenier              | 1.784                    | 7,25       | 246              | 59088      | 59280        |
| Capinghem                 | 2.601                    | 1,86       | 1.398            | 59128      | 59160        |
| La Chapelle-d’Armentières | 8.782                    | 10,34      | 849              | 59143      | 59930        |
| Deûlémont                 | 1.801                    | 9,94       | 181              | 59173      | 59890        |
| Erquinghem-Lys            | 5.349                    | 9,00       | 594              | 59202      | 59193        |
| Frelinghien               | 2.617                    | 11,27      | 232              | 59252      | 59236        |
| Houplines                 | 7.907                    | 11,32      | 698              | 59317      | 59116        |
| Pérenchies                | 8.487                    | 3,03       | 2.801            | 59457      | 59840        |
| Prémesques                | 2.029                    | 5,07       | 400              | 59470      | 59840        |
| Warneton                  | 233                      | 4,17       | 56               | 59643      | 59560        |
| Kanton Armentières        | 67.697                   | 79,53      | 851              | 5904       | –            |